# Antonio Baseotto
Antonio Juan Baseotto (Buenos Aires, 4 aprile 1932 – Buenos Aires, 26 maggio 2025) è stato un vescovo cattolico argentino.

## Biografia
Nato a Buenos Aires, Baseotto fu ordinato sacerdote nel 1957 servendo nella diocesi di Añatuya, nella provincia di Santiago del Estero, governata negli anni Ottanta dal peronista Carlos Juárez, fattosi eleggere illegalmente governatore senza scadenza di mandato, del quale egli era stretto amico.
Tenne un programma in una televisione locale, che fu accusato di antisemitismo: in particolare, nel 1986, dichiarò che « la maggior parte degli ebrei argentini è molto devota, ha molti valori e spesso molti principi morali ma solo per i grandi affari: se la pornografia è un buon affare, l'ebreo vende pornografia, se la droga è un buon affare, l'ebreo vende droga », e che « la diffusione della cultura è nelle mani degli ebrei che distruggono le basi della civiltà e della cultura nazionale ».
Nel 1992 Baseotto fu nominato vescovo di Añatuya. Seguace del governo provinciale e dei suoi metodi polizieschi, accusati di abusi e di violazioni dei diritti umani, si dichiarò contrario alla contraccezione, da lui giudicata una legittimazione della prostituzione, e alla legge sulla regolamentazione delle nascite, considerata nazista. Nel novembre 2002, Baseotto fu nominato da Giovanni Paolo II vicario castrense, cioè capo dei cappellani militari.
Il 10 dicembre 2004 Baseotto giustificò le eliminazioni degli avversari politici – i desaparecidos - compiute dalle giunte militari argentine, considerando che « la guerra è guerra e in guerra è impossibile non commettere eccessi ». Il 18 febbraio 2005 mandò una lettera al ministro della Sanità Ginés González García, accusandolo di apologia di reato a causa del suo sostegno alla legalizzazione dell'aborto, citando il vangelo di Marco 9, 42: « E chiunque scandalizzerà uno di questi piccoli che credono in me, è meglio per lui che gli sia legata al collo una pietra da macina e che sia gettato in mare », come a suggerire che al ministro dovesse essere riservato lo stesso trattamento che i dittatori argentini utilizzavano contro i loro avversari, gettandoli dagli aerei nell'Oceano.
Per questo motivo Baseotto fu rimosso dal suo incarico dal Governo nazionale nel marzo 2005, una decisione non accettata dal Vaticano, finché il 4 marzo 2006, raggiunti i 75 anni di età, lo stesso vescovo chiese al Vaticano di accettare la sua rinuncia, accettata il 15 marzo 2007.

## Genealogia episcopale
La genealogia episcopale è:
- Cardinale Scipione Rebiba
- Cardinale Giulio Antonio Santori
- Cardinale Girolamo Bernerio, O.P.
- Arcivescovo Galeazzo Sanvitale
- Cardinale Ludovico Ludovisi
- Cardinale Luigi Caetani
- Cardinale Ulderico Carpegna
- Cardinale Paluzzo Paluzzi Altieri degli Albertoni
- Papa Benedetto XIII
- Papa Benedetto XIV
- Papa Clemente XIII
- Cardinale Bernardino Giraud
- Cardinale Alessandro Mattei
- Cardinale Pietro Francesco Galleffi
- Cardinale Giacomo Filippo Fransoni
- Cardinale Carlo Sacconi
- Cardinale Edward Henry Howard
- Cardinale Mariano Rampolla del Tindaro
- Cardinale Antonio Vico
- Arcivescovo Filippo Cortesi
- Cardinale Antonio Caggiano
- Vescovo Jorge Gottau, C.SS.R.
- Vescovo Antonio Juan Baseotto, C.SS.R.